# 新闻今日谈
《新闻今日谈》（英語：News Talk）是凤凰卫视的一档日播评论类节目，也是凤凰卫视为数不多的每日播出的节目之一。节目针对突发的新闻事件和当下最热门的时政问题，由见解独到的凤凰评论员做评论。现安排于凤凰卫视资讯台播出。
本节目于2003年由潍柴动力赞助播出，2005到2007年由康恩贝赞助播出，2008到现在由以岭药业冠名赞助。
2016年5月之前，此節目逢星期一至五大部分情況下節目於北京廠轉播，評論部分固定由阮次山負責評論；2022年3月恢復於北京廠製作且包括周末。

## 播出时间[3]
- 首播：凤凰卫视资讯台，香港时间18:30-19:00
- 重播：凤凰卫视资讯台，香港时间22:30-23:00、次日05:30-06:00

## 主持人
- 艾楚怡（北京廠）
- 吴韦葶（北京厂）

### 前任
- 杨娟
- 黄橙子
- 林秀芹
- 吳學蘭(兼任評論員)
- 胡玲（北京廠）
- 田桐（北京廠）
- 梁茵（兼主編）
- 潘力（製作人）
- 林瑋婕
- 刘珊玲
- 刘芳
- 吕宁思
- 郑浩

## 争议事件
2010年8月24日，阮次山在《新闻今日谈》中评论菲律宾马尼拉劫持香港旅行团人质事件时，指香港行政長官曾荫权没资格打电话给菲律賓总统。阮又說：「巴士綁架很特別、罕見，因此警察經驗不足是情有可原。香港地區的特首不是國家元首，你不要搞错了，要打也是胡錦濤打，何況胡錦濤也不可能打，這小題大做」，並謂「要菲律賓提出責任報告，誰有責任，關你香港什麼事？這個報告出來，保險公司可以賠多一點嗎？」，對於他的言論，有批評指中央沒及時反應，特區政府只好自行設法救人，在二十多人危在旦夕之時，拘泥甚麼僭越、身份不對等，只有患上泛政治病的人，才會有此反應。
2014年3月21日，阮次山在《新闻今日谈》節目上宣稱台灣政壇主張兩岸服務貿易協議逐條審查，馬英九「背叛」祖國大陸。他聲稱台灣是無政府狀態，年輕人逢中必反，加上民進黨推波助瀾學運，讓馬英九遭遇執政以來最嚴重危機。